# Argentino de Quilmes
Le Club Atlético Argentino de Quilmes est un club de football argentin basé à Quilmes dans la province de Buenos Aires.

## Histoire
En 1902, le club participe au Championnat d'Argentine de football dans les divisions inférieures. Le club accède en première division en 1906. 
En 1931, le professionnalisme est instauré en Argentine et en 1938, le club remporte le Championnat d'Argentine de Nacional-B de football (la deuxième division) en battant son rival local : Quilmes AC. Le club ne joue qu'une seule saison en D1 professionnelle, marquant seulement 4 points en 34 journées. C'est la pire performance d'un club en première division argentine. 
| Matchs | V | N | D  | Bp | Bc  | Pts |
| ------ | - | - | -- | -- | --- | --- |
| 34     | 0 | 4 | 30 | 35 | 148 | 4   |

## Palmarès
- Primera B : 1938
- Primera Amateur : 1945
- Primera División C : 1988/1989
- Primera División D : 2012/2013

## Anciens joueurs
- Juan Botasso, finaliste de la Coupe du monde de football 1930.